# كومباكت

مقارنة بين بعض أحجام الصحف ذات الأحجام الورقية المختلفة. الأبعاد الأسمية التقريبية هي بالملليمتر.

المضغوط أو كومباكت أو الصحف المتوسطة هو مصطلح بريطاني، يعني تحول صحيفة من طباعة برودشيت إلى مقاس أصغر حجما، لكنه أكبر من مقاس التابلويد. والكومباكت يسمى أيضا في ألأدبيات الصحافية بيرلاينر، وهو المقاس الأوسط بين التابلويد وبين البرودشيت ويسمى أحيانا midi وتعني الشكل الوسطي في حجم الصحيفة. يصل طول هذا المقياس إلى 47 سم، وعرضه 31.5 سم، أي أطول من صحف التابلويد، ولكنها ليست أعرض منها إلا بأقل من سنتيمتر تقريبا. وعلى الرغم أن الكثير من الباحثين والمحللين الإعلاميين يرون أن أي تحول من نظام البرودشيت إلى نظام مقاسي أصغر هو تحول نحو التابلويد، إلا أن مسئولي تلك الصحف يرون أن التحول يجب أن يعطى تسميات جديدة، مثل كومباكت أو بيرلاينر. وذلك حتى لا ينظر القراء أن هذا التحول على أنه انتصار لصحف التابلويد؛ وحتى يعطي الإحساس بأن التوجهات التحريرية لهذه الصحف لم يتغير. فلا تزال الجدية هي الأساس الذي تنتهجه هذه الصحف لسياستها التحريرية. ويبدو أن هذا النظام الورقي الجديد سيأخذ مكانته من بين الأنظمة الورقية في الصناعة الصحافية، حيث سينضم إلى النموذجين السابقين، البرودشيت والتابلويد.
وتأتي في مقدمة الصحف التي تنعت مقاسها الجديد بالكومباكت صحيفة لو موند وصحيفة لو إكو الفرنسيتين، وصحيفة لا ريببليكا وصحيفة لا ستامبا الإيطاليتين، وصحيفة دي مورجن البلجيكية، بالإضافة إلى الصحف الأولى في كرواتيا وصربيا ومنتوجومري، ومؤخرا صحف في دول أخرى ومنها صحيفة هآرتز الإسرائيلية، التي تحولت في فبراير 2007م. كما تحولت صحيفة منت الهندية - وهي مشروع مشترك بين مؤسسة محلية مع صحيفة وول ستريت جورنال – إلى نظام بيرلاينر في فبراير 2007م وفي الولايات المتحدة الأمريكية فإن الصحيفة الوحيدة التي تحولت إلى نظام البيرلاينر هي صحيفة ديلي جورنال أند كورير في ولاية أنديانا حتى منتصف 2006م